# أليساندرو مالومو
أليساندرو مالومو (بالإيطالية: Alessandro Malomo) (12 أبريل 1991 بروما في إيطاليا - ) هو لاعب كرة قدم إيطالي في مركز الدفاع. شارك مع منتخب إيطاليا لكرة القدم للدرجة الثانية ‏. أما مع النوادي، فقد لعب مع نادي روما وهيلاس فيرونا واتحاد بافيا لكرة القدم ونادي براتو وUC AlbinoLeffe ‏.

## وصلات خارجية
- أليساندرو مالومو على موقع الاتحاد الأوربي (الإنجليزية)
- أليساندرو مالومو على موقع قاعدة بيانات كرة القدم.إي يو (الإنجليزية)
- أليساندرو مالومو على موقع Soccerway.com (الإنجليزية)